# Скоков, Юрий Владимирович
Ю́рий Влади́мирович Ско́ков (20 июня 1938, Владивосток — 5 февраля 2013, Москва) — российский государственный и политический деятель, первый Секретарь Совета Безопасности Российской Федерации (1992—1993).

## Биография
Родился в семье офицера НКВД. Отец служил в Маньчжурии, имел правительственные награды.

### Образование и работа
В 1961 году окончил Ленинградский электротехнический институт по специальности радиоинженера, кандидат технических наук.
В 1961—1969 годах — научный сотрудник НИИ № 2 Минобороны СССР в Калинине. С 1969 года работал во Всесоюзном НИИ источников тока (ВНИИИТ) Минэлектротехпрома СССР. В 1977 году — директор завода «Сатурн», Краснодар. В 1986 году назначен генеральным директором ВНИИИТ, был генеральным директором НПО «Квант», а затем председателем правления государственного межотраслевого объединения «Квант-ЭМП» (Кооперативная Всесоюзная ассоциация науки и техники в электроприборостроении, машиностроении и производстве).
В 1988 году стал одним из инициаторов создания АМБИ-банка (Акционерного коммерческого банка межотраслевой интеграции).

### Политическая деятельность
Избирался членом Московского городского комитета КПСС.
В 1989—1991 годах — народный депутат СССР.
В 1990—1991 годах — первый заместитель Председателя Совета Министров РСФСР.
С 19 июля 1991 года по 12 сентября 1991 года — Государственный советник РСФСР — Секретарь Совета по делам Федерации и территорий при Президенте РСФСР.

Скоков оказался незаменимым помощником Ельцина; не будучи публичной фигурой, он создал необходимую базу поддержки своему патрону среди «крепких хозяйственников» и региональных элит, настроенных поначалу, в основном, против непредсказуемого бунтаря.
— Максим Артемьев, Forbes
В 1991 году — член Государственного совета при Президенте РСФСР.
С 12 сентября 1991 года по 3 апреля 1992 года — Государственный советник РСФСР — Секретарь Комиссии при президенте РСФСР по разработке предложений по статусу, структуре и порядку деятельности Совета безопасности РСФСР.
С 19 сентября 1991 года по 3 апреля 1992 года — помощник президента РСФСР по вопросам создания системы Совета безопасности РСФСР.
В 1992 году его кандидатура выдвигалась на пост председателя правительства России. На Съезде народных депутатов в ходе рейтингового голосования (имевшего рекомендательный характер для Президента РФ Б. Ельцина) он получил наибольшее количество голосов (637), но Правительство возглавил, по рекомендации Е. Гайдара, Виктор Черномырдин, бывший вторым по рейтингу (627 голосов).
По свидетельству А. А. Нечаева, то, чтобы преемником Гайдара стал не «лидер консервативного и силового направления» Скоков, было единственной его, Гайдара, просьбой к Ельцину при своей отставке.
С 22 мая 1992 по 10 мая 1993 года — секретарь Совета Безопасности. На этом посту занимался урегулированием вопросов с бывшими республиками СССР в сфере внутренних дел, разведки, деятельности спецслужб, а также, в связи с безъядерным статусом новых независимых государств СНГ, выводом всех объектов, связанных с ядерным оружием, на территорию России. Этот период отмечен активным участием Скокова в урегулировании грузино-абхазского конфликта, где благодаря его усилиям официальная позиция России приняла сбалансированный характер, с учётом интересов не только Грузии, но и Абхазии. Едва ли не единственный политик в окружении Ельцина, кто уже в то время полагал, что независимость Абхазии и её возможная суверенизация от Грузии соответствуют геополитическим интересам России.
В марте 1993 года Скоков вступил в открытый конфликт с президентом РФ, отказавшись завизировать проект указа Ельцина о введении Особого порядка управления страной. Указ включал в себя противоречащую действовавшей тогда Конституции РФ приостановку деятельности Верховного Совета РФ. Таким образом, он предотвратил в тот момент развитие событий, аналогичное случившемуся через полгода политическому кризису осени 1993 г. В результате был снят с должности секретаря Совета безопасности РФ.
Летом 1993 года возглавил Центр межнациональных и межрегиональных экономических проблем.
В июле 1993 года возглавил Федерацию товаропроизводителей России (ФТР).
В августе-сентябре 1993 года участвовал в создании комитета «Согласие ради Отечества» и фактически возглавил эту центристскую организацию, выступал против разгона Верховного Совета, пытаясь добиться несилового разрешения кризиса.
В апреле 1995 года провел Всероссийский съезд КРО, на котором был избран председателем Национального Совета КРО. Среди ближайших соратников Скокова — Сергей Глазьев, Дмитрий Рогозин.
В сентябре 1995 года Скоков возглавил список избирательного объединения КРО на выборах в Госдуму второго созыва. Однако КРО не преодолел 5-процентный барьер, набрав 4,31 % голосов.
В 1997 году Скоков как глава ФТР вошёл в состав президентского совета Республики Саха (Якутия).
В 1998 году возглавил общероссийскую политическую общественную организацию «Партия российских регионов» которая в выборах в Госдуму третьего созыва не участвовала.
В октябре 2006 года на учредительном съезде партии «Справедливая Россия» Скоков был избран в президиум Центрального совета «Справедливой России», а в апреле 2007 года вошёл в число руководителей московского отделения партии.

## Смерть
5 февраля 2013 года скоропостижно скончался у себя дома от сердечного приступа.
Из числа действующих высокопоставленных официальных лиц панихиду посетил только секретарь Совета Безопасности РФ Николай Патрушев.
Похоронен на Троекуровском кладбище (уч. 21а).

## Семья
Был женат, вырастил дочь.